# Dunavecse
Dunavecse (hongrois : Dunavecse [ˈdunɒvɛtʃɛ] ; croate : Večica) est une localité hongroise, ayant le rang de ville dans le comitat de Bács-Kiskun.

## Géographie

### Situation
Dunavecse se trouve sur la rive gauche du Danube, à 7 km au sud-est de Dunaújváros, à 55 km à l'ouest de Kecskemét et à 66 km au sud de Budapest.

## Histoire

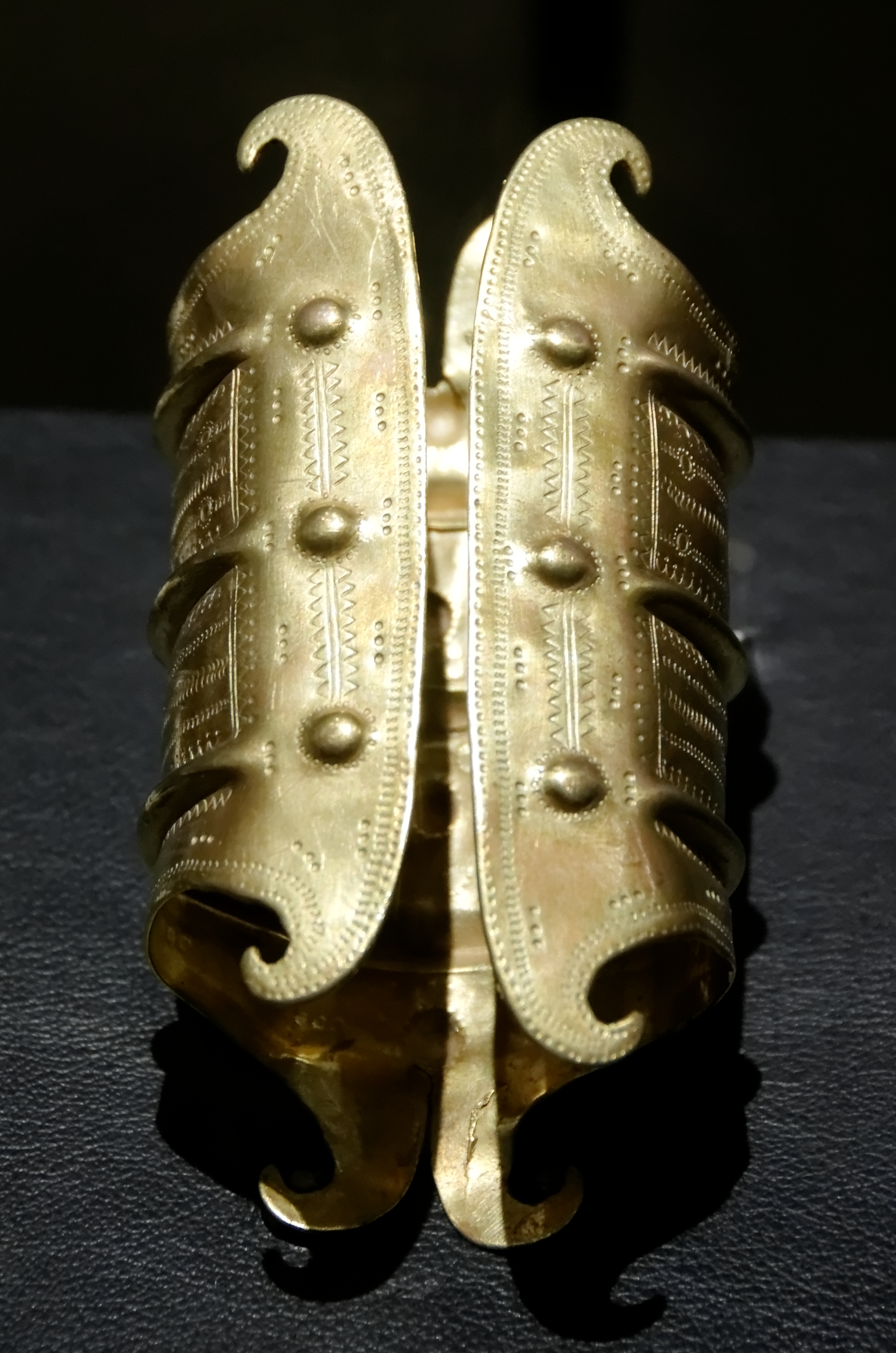
Bracelet en or trouvé à Dunavecse et datant de l'Âge du bronze

## Population

### Démographie
Recensements ou estimations de la population :
| 1870  | 1880  | 1890  | 1900  | 1910  |
| ----- | ----- | ----- | ----- | ----- |
| 4 433 | 4 713 | 4 382 | 4 384 | 4 757 |

| 1920  | 1930  | 1941  | 1949  | 1960  |
| ----- | ----- | ----- | ----- | ----- |
| 4 815 | 4 743 | 4 377 | 4 763 | 4 908 |

| 1970  | 1980  | 1990  | 2001  | 2011  |
| ----- | ----- | ----- | ----- | ----- |
| 4 521 | 4 247 | 3 867 | 4 232 | 3 970 |